# Abafador de ruídos

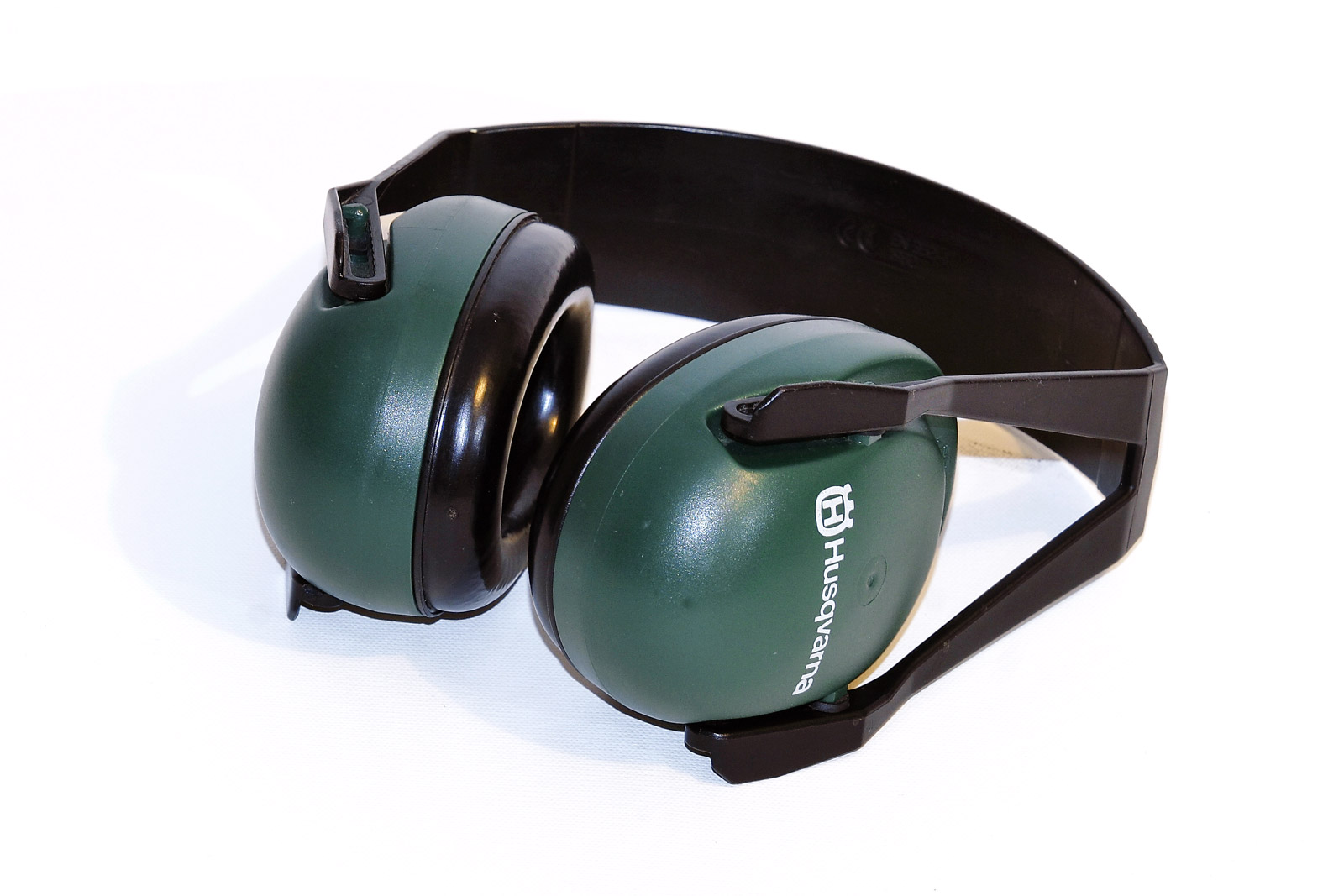
Um abafador Husqvarna.

Um protetor auricular de concha ou protetor auditivo de concha é um equipamento para os ouvidos dotado de um par de conchas que pode ser térmico ou auditivo. Consiste em uma faixa de cabeça termoplástica ou metálica que se ajusta sobre a parte superior ou posterior da cabeça e uma almofada ou concha em cada extremidade, geralmente cobrindo ambas as orelhas. As conchas podem ser acessórios de vestuário projetados para cobrir as orelhas de uma pessoa para aquecimento ou equipamentos de proteção individual projetados para a proteção contra a exposição a ruídos fortes e que prejudiquem seu sistema auditivo.

## Clima frio

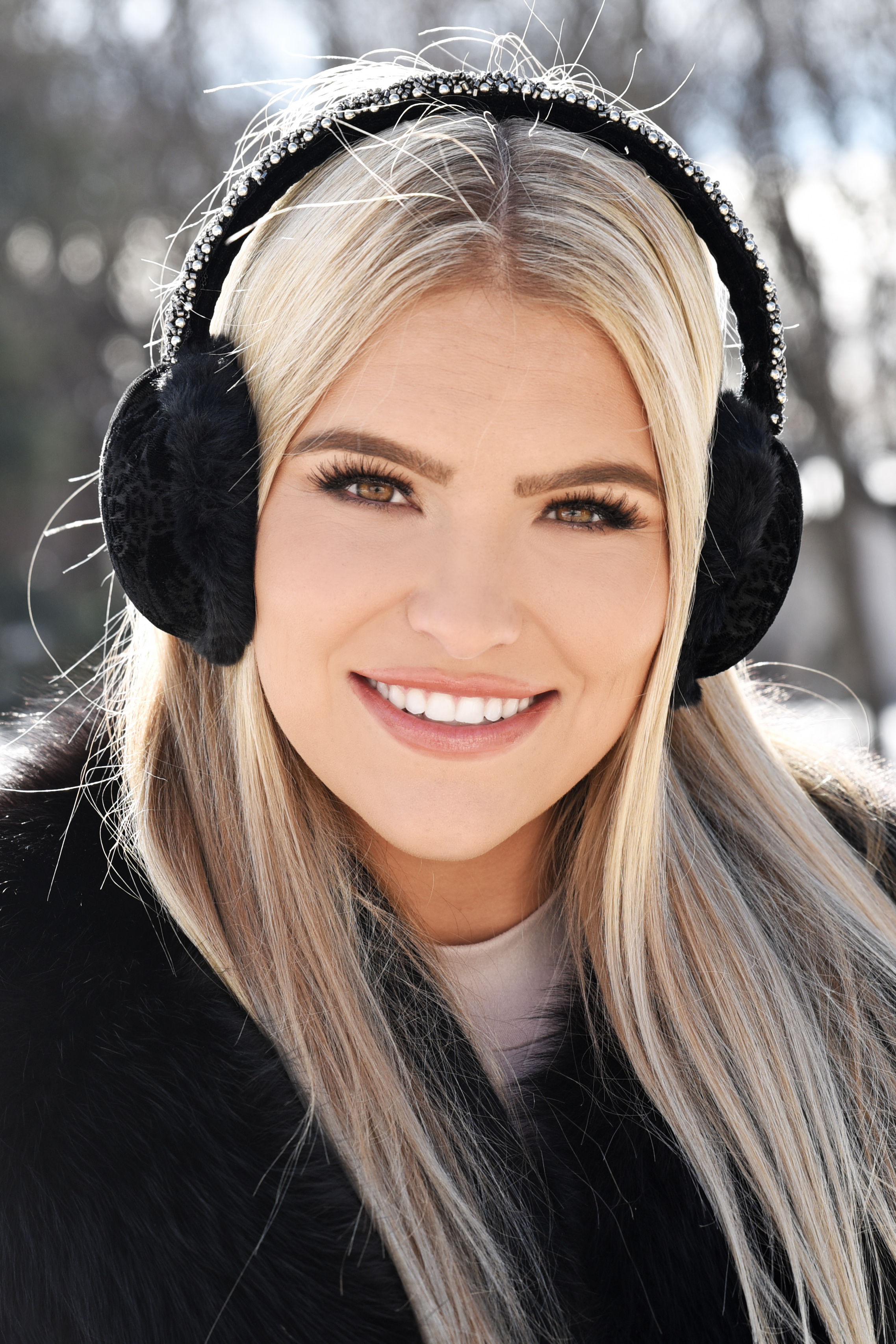
Uma mulher usando protetores auriculares térmicos para clima frio.

Os protetores auriculares térmicos foram inventados por Chester Greenwood, de Farmington, no Maine, em 1873, quando ele tinha 15 anos. Ele teria concebido a ideia enquanto patinava no gelo e pediu à sua avó para costurar tufos de pelo entre voltas de arame. Sua patente era para protetores auriculares aprimorados, que ele e seus funcionários locais fabricaram na área de Farmington por quase 60 anos.

### Proteção contra o frio
Protetores auriculares térmicos são usados para proteção contra o frio. Como as orelhas se estendem das laterais da cabeça para captar as ondas sonoras, elas têm uma alta relação de superfície e volume da pele e muito pouco tecido muscular, o que as torna uma das primeiras partes do corpo a ficar desconfortavelmente frias com a queda de temperatura. É possível sentir desconforto mesmo com a maior parte do corpo confortavelmente aquecida, especialmente durante atividades extenuantes. O vento pode frequentemente fazer com que as orelhas fiquem muito mais frias do que o resto da cabeça. Quando as orelhas estão desconfortavelmente frias e o resto do corpo está muito mais quente, usar um gorro de inverno ou o capuz de uma jaqueta para cobrir as orelhas pode fazer com que a cabeça ou o corpo fiquem desconfortavelmente quentes, possivelmente induzindo a transpiração da cabeça, uma condição perigosa em climas frios. Protetores auriculares de concha podem ser usados apenas para aquecer as orelhas, evitando o superaquecimento de outras partes do corpo ou a retenção do calor proveniente de movimentos extenuantes. Estes protetores são comumente usados em ambientes frios, como em esportes de inverno, construção, caça ou operações militares, onde a exposição ao frio pode causar desconforto, dor ou até mesmo danos permanentes aos ouvidos.

### Modelos
Protetores auriculares térmicos geralmente consistem em uma faixa de cabeça com protetores auriculares que cobrem a parte externa da orelha, fornecendo uma camada de isolamento para reter o calor e bloquear o ar frio. Os protetores auriculares geralmente são preenchidos com um material isolante térmico, como espuma ou fibra, para aumentar sua capacidade de retenção de calor. Os protetores também são usados como um acessório de moda e são feitos em diferentes estilos. Os protetores podem contar com recursos sofisticados, tais como:
- Faixas de cabeça ajustáveis para um ajuste seguro;
- Protetores auriculares macios e respiráveis para maior conforto;
- Materiais resistentes ao vento para proteção contra ventos fortes;
- Componentes eletrônicos, como alto-falantes ou microfones, para fins de comunicação ou entretenimento.

## Proteção auditiva

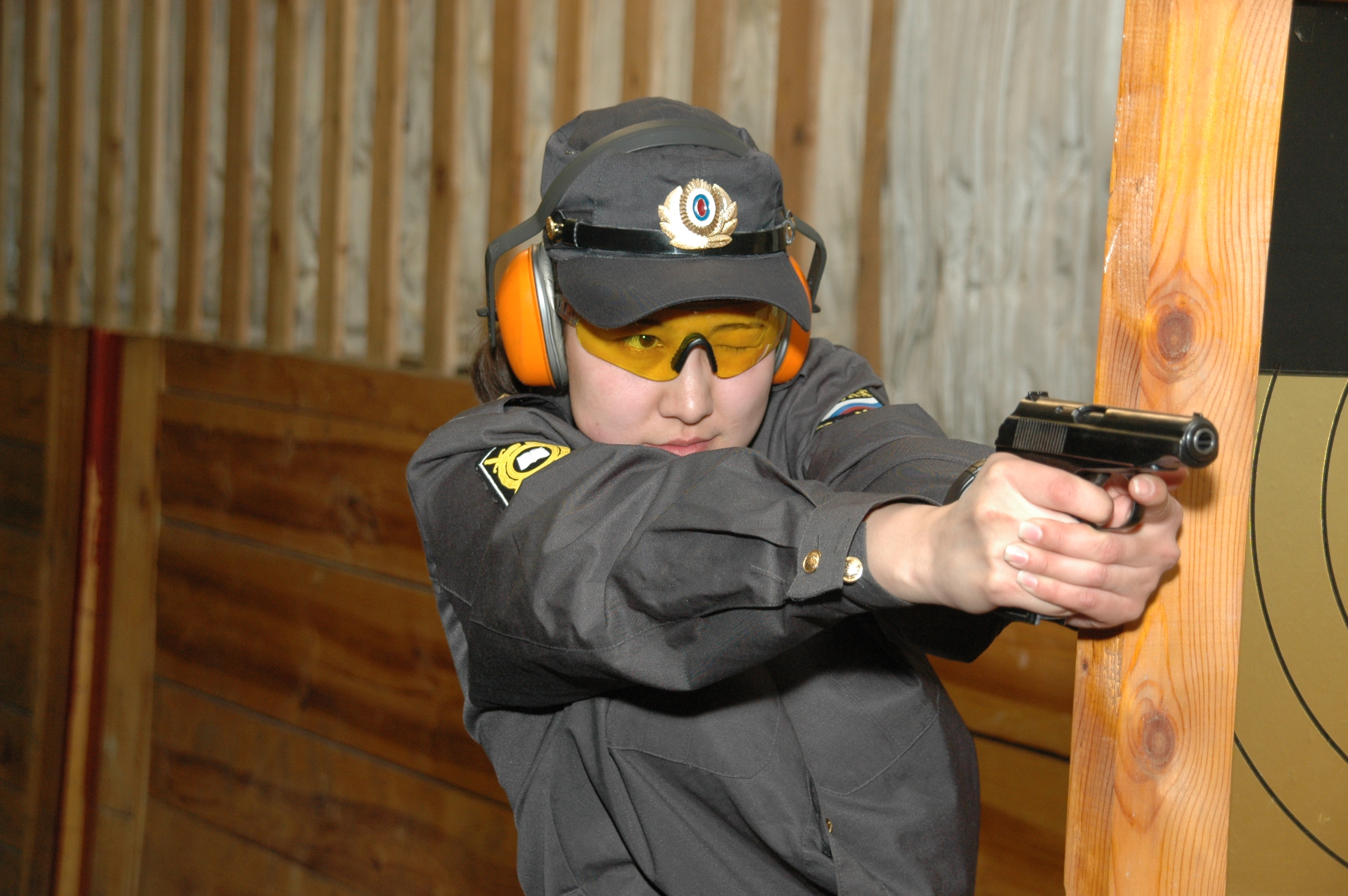
Uma policial russa usando protetores auditivos durante treinamento de tiro.

A proteção auricular é um aspecto essencial da segurança para muitas atividades profissionais ou de lazer, tais como na construção civil, na música ou na prática do tiro. A proteção auditiva adequada foi projetada para reduzir a exposição dos nervos aos sons, protegendo-os dos seus efeitos nocivos, a níveis de ruído prejudiciais e prolongados. Existem três tipos básicos de proteção auditiva disponíveis. O protetor auricular de concha é o mais comum dos tipos de proteção, sendo os outros dois o plugue auditivo externo ou interno (tático).

### História

Ulisses e as Sirenas (1891), de John William Waterhouse. Odisseu está amarrado no mastro principal enquanto os remadores usam proteções auriculares de cera.

No épico da Odisséia, o herói aqueu Odisseu improvisa protetores auriculares para os ouvidos dos seus marinheiros de modo que não ouçam o canto das sereias. Estes homens de Ítaca estão retornando da Guerra de Tróia e seu líder Odisseu é aconselhado pela feiticeira Circe a protegerem os ouvidos com cera, de modo a não ouvirem o canto irresistível das sirenas, seres mitológicos meio-mulheres e meio-pássaros que atraem os homens para a morte. Odisseu, também chamado Ulisses, decide que deseja ouvir o canto misterioso e pede que seus homens o amarrem no mastro principal do navio, e que não devem soltá-lo em hipótese alguma; por mais que elegrite e implore. Os protetores auditivos feitos com cera funcionam e os remadores conduzem o navio em segurança apesar das tentativas das sirenes de atraí-los para o seu fim.
No século XX, proteções auriculares acústicas foram usadas na Segunda Guerra Mundial. Pilotos de aeronaves militares usavam abas de couro sobre as orelhas, supostamente para proteger contra perda auditiva induzida por ruído devido ao ruído do motor. Em seguida, foram desenvolvidos protótipos de protetores auriculares, compostos por uma faixa de cabeça e punhos para se ajustarem à parte externa da orelha. Essas primeiras versões não eram práticas devido ao desconforto causado pelas faixas de cabeça firmemente fixadas à cabeça. Em 1954, foi desenvolvido um protetor auricular com um desenho de almofada mais confortável.